# Kunibert Mührel
Kunibert Mührel (* 6. Januar 1930 in Höflitz; † 22. April 2017 in Meißen) war ein deutscher Agrarwissenschaftler, Agrartransporttechnologe, Professor für Landtechnik an der LPG-Hochschule Meißen, Bereichsdirektor an der Akademie der Landwirtschaftswissenschaften der DDR (Abk. AdL) sowie Korrespondierendes (1968–1977) bzw. Ordentliches Mitglied der AdL.

## Leben und Werk
Als Sohn einer Kleinbauernfamilie wurde er in Höflitz in Böhmen geboren, dort besuchte er die Volksschule und später in Niemes die Mittelschule. Nach dem Schulabschluss arbeitete er im elterlichen Betrieb mit, von Mitte 1945 bis zur Vertreibung im Herbst 1946 nach Thüsdorf im Kreis Naumburg war er Landarbeiter und Lehrling in verschiedenen Landwirtschaftsbetrieben. Von 1946 bis 1948 besuchte er die Landwirtschaftsschule in Buttstädt, anschließend war er Wirtschaftsgehilfe in Thüsdorf. 1951 schloss er die Landwirtschaftsschule in Weimar ab und wurde danach Agronom in der Maschinen-Traktoren-Station Klettstedt. Nach dem Besuch der Spezialschule für MTS in Zossen nahm er ein Studium der Landwirtschaft an der Martin-Luther-Universität Halle-Wittenberg auf, welches er 1955 als Diplomlandwirt abschloss.
Seine wissenschaftliche Laufbahn begann er 1955 als Assistent an der sich noch im Aufbau befindlichen Hochschule für Landwirtschaftliche Produktionsgenossenschaften Meißen, 1959 wurde er an der Landwirtschaftlichen Fakultät der Friedrich-Schiller-Universität Jena mit der Arbeit »Untersuchungen zu Fragen der Transporte in landwirtschaftlichen Produktionsgenossenschaften« promoviert (Dr. agr., 8. Dezember 1959), 1961 erhielt er an der LPG-Hochschule Meißen eine Dozentur für Landtechnik. Im Rahmen des ersten Habilitationsverfahrens an dieser Hochschule würde Mührel am 7. April 1967 zum Thema »Grundsätze für den landwirtschaftlichen Transport« die Lehrbefähigung zuerkannt und der akademische Grad eines Dr. agr. habil. verliehen, anschließend erfolgte seine Berufung zum Professor mit Lehrauftrag für Landtechnik. Aufgrund seiner Verdienste uns seines Engagements wurde Kunibert Mührel 1967 zum Korrespondierenden und 1977 zum Ordentlichen Mitglied der Akademie der Landwirtschaftswissenschaften der DDR gewählt. Von 1972 bis 1984 übernahm Mührel die Funktion eines Bereichsdirektors im Institut für Mechanisierung Potsdam-Bornim der Akademie der Landwirtschaftswissenschaften der DDR, von 1984 bis 1987 war er Direktor des Instituts für Energie- und Transportforschung Meißen/Rostock der AdL und ab 1987 Direktor des Bereiches Meißen des Forschungszentrums für Mechanisierung und Energieanwendung in der Landwirtschaft Schlieben-Bornim der AdL.
Seine Forschungsschwerpunkte waren die „Entwicklung und Überleitung von Verfahrens- und Mechanisierungslösungen für den Transport und Umschlag sowie der Lagerung, Förderung und Ausbringung landwirtschaftlicher Güter, einschließlich Ausbringung organischer und mineralischer Düngemittel, verbunden mit spezifischen Forschungsmusterbau“. Die Ergebnisse seiner Forschungen legte er in zahlreichen wissenschaftlichen Veröffentlichungen vor, als Hochschullehrer betreute er ca. 150 Diplomanden sowie ca. 40 Doktoranden, ferner erstellte er über 200 Dissertations- bzw. Habilitationsgutachten. Sein Buch Transport, Umschlag und Lagerung in der Landwirtschaft erschien 1978 in tschechischer (Doprava a manipulace s materiálem v zemědělství, Praha: SZN) sowie in russischer Übersetzung.

## Ehrungen
- Verdienter Aktivist (1969)
- Verdienstmedaille der Deutschen Reichsbahn Stufe 1
- Pestalozzi-Medaille für treue Dienste (1965, Bronze)
- Medaille für ausgezeichnete Leistungen (fünf Mal)
- Ehrennadel der Kammer der Technik (Bronze)
- Ehrennadel der Gesellschaft für Deutsch-Sowjetische Freundschaft (Silber)

## Schriften (Auswahl)
- Ortschronik: 650 Jahre Weinböhla. Geschichte und Geschichten 1350–2000. Druckerei Wagner, Nossen 2000 (Gesamtbearbeiter: K. Mührel).
- Wege, Möglichkeiten und Maßnahmen zur Senkung des Aufwands für die Transport-, Umschlag- und Lagerprozesse in der Landwirtschaft. Akademie der Landwirtschaftswissenschaften der DDR, Markkleeberg 1984.
- Transport, Umschlag und Lagerung in der Landwirtschaft. Verlag-Technik, Berlin 1983 (mit Eberhard Bröhl).
- Landwirtschaftliche Transporte und Fördertechnik. Verlag-Technik, Berlin 1968.
- Die Arbeitsorganisation in den LPG. Deutscher Landwirtschaftsverlag, Berlin 1962 (mit Josef Langer).
- Die Feldbaubrigade in den LPG Typ I. Deutscher Landwirtschaftsverlag, Berlin 1961 (mit Josef Langer).

## Aufsätze (Auswahl)
- Aufgaben und Probleme des Transportwesens in der Landwirtschaft und Nahrungsgüterwirtschaft unter den Bedingungen der sich entwickelnden Kooperationsbedingungen. In: Deutsche Agrartechnik 18(1968)1: 1–5.
- Zu theoretischen Aspekten des Prozesses der Lagerung in der Landwirtschaft. In: Agrartechnik 30(1980)8, S. 356–357.
- Grundsätze und Hinweise für die Verfahrensgestaltung von Ernte-, Transport- und Umschlagtechnik. In: Agrartechnik 30(1980)10, S. 466–468.
- Rationalisierung der Transport-, Umschlag- und Lagerprozesse unter besonderer Berücksichtigung des sparsamen Energieeinsatzes. In: Kooperation 16(1982)8, S. 357–361.
- 35 Jahre aktiv für die Agrarwissenschaften und den wissenschaftlich technischen Fortschritt in der Landwirtschaft der DDR. In: Erich Rübensam/Hans Wagemann (Hrsg.): Erinnerungen von Zeitzeugen an ihr Wirken in den Agrarwissenschaften der DDR. Van Derner, Diekhof bei Laage 2011, S. 359–376.